# The Son/息子
『The Son/息子』（ザ・サン/むすこ、原題：The Son）は、2022年のイギリス・フランスのドラマ映画。
フランスの劇作家フローリアン・ゼレール作の戯曲『Le Fils 息子』をゼレール自身が『ファーザー』に続いて脚本・監督を兼任して映画化。出演はヒュー・ジャックマンとローラ・ダーンなど。
第79回ヴェネツィア国際映画祭コンペティション部門出品。

## ストーリー
ニューヨークの一流法律事務所に勤める弁護士のピーターは、仕事一途で家庭を省みない傾向があった。彼は2年ほど前に離婚して、元妻のケイトは高校生の息子ニコラスと暮らし、自身は再婚相手のベスや、生まれて間もない息子のセオと暮らしている。
ある時、ニコラスが1か月も学校に行っていないと、ピーターの家に元妻のケイトが相談に来る。ニコラスは毎日、登校するふりをして一人で街を彷徨っているという。父親としてニコラスと話し、「母親と暮らすのは無理」と泣かれて、ピーターは息子を家に引き取ることにする。ケイトは離婚直後にニコラスの前で泣きわめき、悪い影響を与えたのだ。
ピーターの家に移ったニコラスは、父親のいない所でベスに、「妻子がいると承知で父と付き合った」と嫌味を言う。繊細なニコラスは父親に捨てられたことで、精神的に激しいショックを受けていた。ニコラスは新しく転校した高校に通っているふりをし、セラピストにも平穏に暮らしていると嘘をつく。
ニコラスの嘘が露見し、ピーターは強く叱責する。自身も冷たい父親に苦しめられたピーターは、それでも社会的に成功したために、親の離婚が原因で学校に行けないというニコラスが理解できないのだ。翌日、ニコラスは自殺未遂を起こし、精神科病棟に収容された。自殺衝動は繰り返すからと、担当医は入院の継続を勧めるが、どうしても帰りたいと泣き叫ぶニコラスに負けて、ピーターとケイトは息子を退院させる。帰宅したニコラスは、回復したかのように振る舞っていたが、その日のうちにピーターが隠していた銃を使って自殺してしまう。
ピーターは、ニコラスが精神的に落ち着いて大学生になり、小説を書いて出版も決まったという白昼夢を見る。夢から覚めたピーターはベスの腕の中で、「もっと見てやればよかった」と泣き崩れた。

## キャスト
- ピーター: ヒュー・ジャックマン
- ケイト: ローラ・ダーン
- ベス: ヴァネッサ・カービー
- ニコラス: ゼン・マクグラス
- ピーターの父: アンソニー・ホプキンス

## 公開・マーケティング
日本公開時には長年ヒュー・ジャックマンの吹き替えを務めた山路和弘らによるコメントも寄せられた。